# جريج هيربولد
جريج هيربولد (بالإنجليزية: Greg Herbold)‏ هو دراج أمريكي.

## روابط خارجية
- جريج هيربولد على موقع أرشيف الدراجات (الإنجليزية)
- جريج هيربولد على موقع CycleBase (الإنجليزية)